# Ordin criminal (drept internațional)
În dreptul internațional, un ordin criminal sau ordin ilegal este un ordin militar pentru comiterea unei crime de război sau a unei alte încălcări a dreptului penal internațional. Deoarece respectarea deciziilor superiorilor nu exonerează astfel de încălcări, este obligatoriu să nu se respecte ordinului criminal. În plus, comandantul este, de asemenea, responsabil în conformitate cu doctrina responsabilității de comamdă